# Đình Chí Hòa

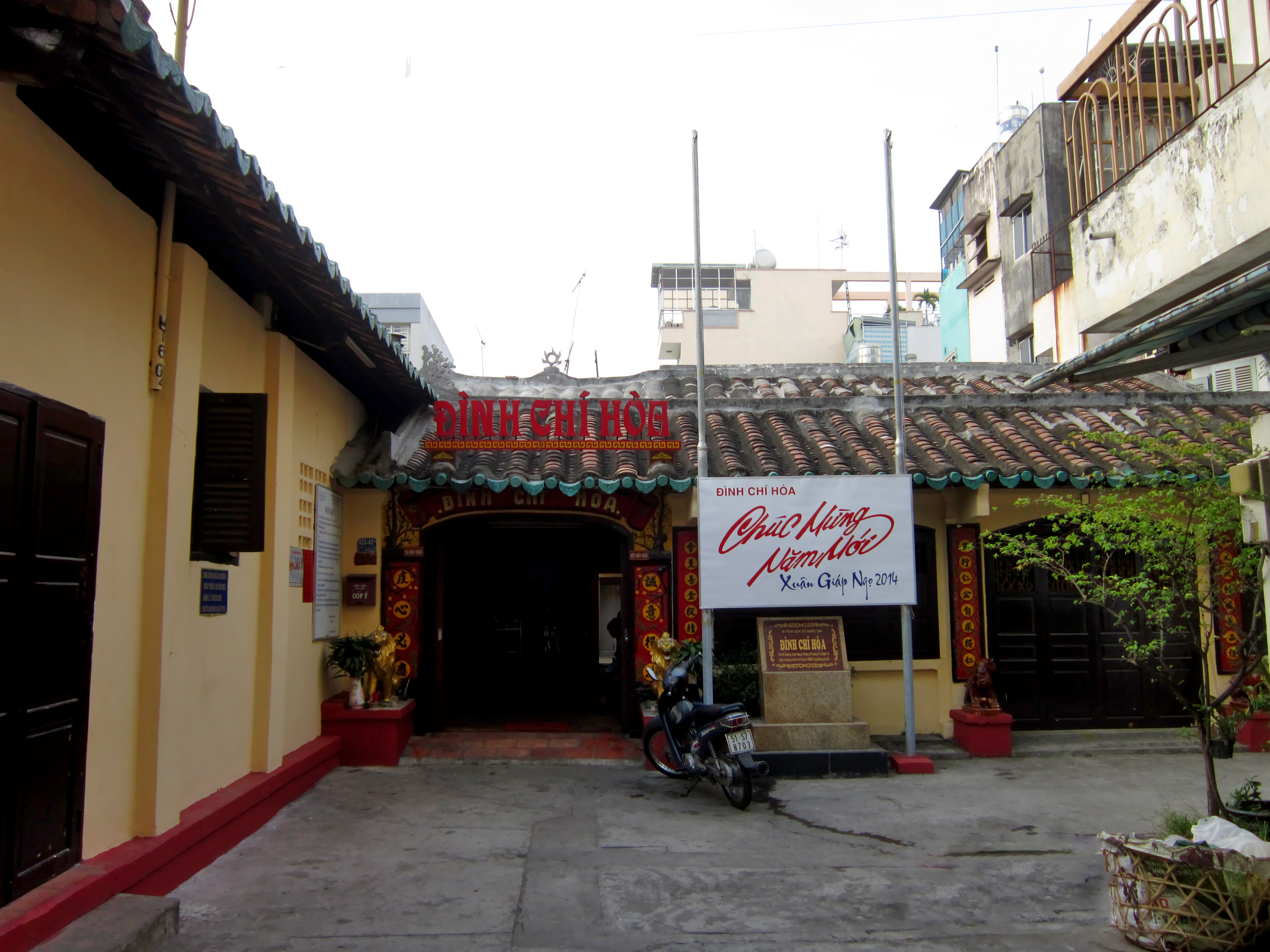
Một gian của đình Chí Hòa, bên trong có lối vào chánh điện

Đình Chí Hòa, trước có tên là đình Hòa Hưng (vì tọa lạc trên phần đất của làng Hòa Hưng), sau đổi tên là đình Chí Hòa (vì làng đổi tên); hiện nay tọa lạc trong con hẻm số 475 đường Cách Mạng Tháng Tám, Thành phố Hồ Chí Minh, Việt Nam. Đây là ngôi đình thuộc hàng cổ nhất tại thành phố này, và đã được Bộ Văn hóa cấp bằng công nhận là di tích lịch sử văn hóa cấp Quốc gia theo quyết định số 1460 - QĐ/VH ký ngày 28 tháng 6 năm 1996.

## Lịch sử
Không rõ năm lập đình Chí Hòa, chỉ biết rằng đình có sau khi Thống suất Nguyễn Hữu Cảnh vào Nam kinh lược (1698), và thiết lập làng xã cho lưu dân người Việt.
Ban đầu, đình Chí Hòa được dựng khá đơn sơ theo kiểu chữ "tam" (三), với vách ván và mái lợp ngói âm dương. Sau khi được vua Tự Đức ban sắc phong (16 tháng 2âl năm Nhâm Tý, 1852), ngôi đình mới được xây dựng kiên cố và được tu bổ vài lần về sau.
Khi xưa, khuôn viên đình rộng trên một mẫu (hecta), hiện nay đã bị thu hẹp vì bị lấn chiếm. Ngay cả cây đa to trước đình, gốc đến ba người ôm, rễ phụ mọc tua tủa từ thân xuống...cũng bị đốn hạ vào năm 1980, khiến cảnh quan đình bị thay đổi nhiều....

## Kiến trúc
Đình Chí Hòa hiện nay có diện tích 492 m² (32,8 m x 15 m), gồm có 3 phần là: võ ca (tức sân khấu, mặt quay vào chính điện), chánh điện và đông lang-tây lang (ở hai bên chính điện); xây trên nền cao 0,5 m, lợp ngói âm dương, đầu đao đính đuôi rồng, trên nóc có tượng "lưỡng long tranh châu" bằng gốm xanh.
Bên trong chánh điện, là một bộ cột gỗ quý có đường kính 30 cm, cao từ 4 đến 7 m, hiệp cùng với bộ vì kèo (với kỹ thuật chêm, nêm tinh tế) giàn thành bộ khung chịu lực cho mái đình. Bên cạnh đó, còn có các bao lam với nghệ thuật chạm thủng hình "tứ linh" hay "tứ quý danh hoa" bố trí hỗ trợ, vừa cách điệu vừa chịu lực cho bộ vì kèo và cột.

## Thờ phụng

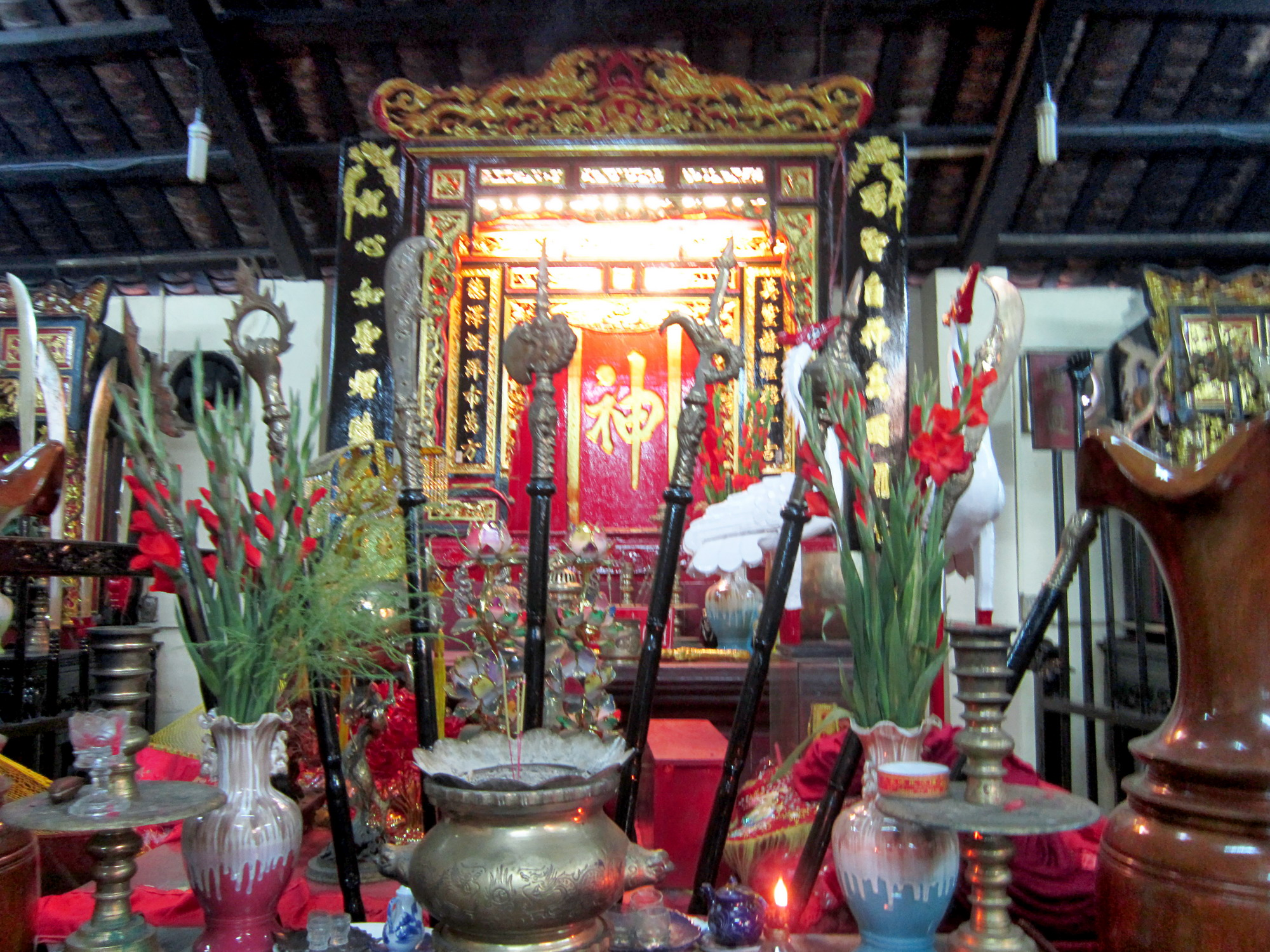
Bàn thờ Thần hoàng Bổn cảnh ở chính điện

Chánh điện thờ "Thành hoàng Bổn cảnh", bên trên có bức hoành phi đề 4 chữ Hán: "Thần Minh Chánh Trực". Bàn thờ Tả ban và Hữu ban ở hai bên. Đối diện nhau có hai bàn thờ: Phước Đức chánh thần (Thổ địa) và Đông Trù tư mệnh (Táo quân). Ngoài ra, ở đây còn có bàn thờ Ngũ hành nương nương, bàn thờ nhà giáo Võ Trường Toản,...
Ở bên ngoài ngôi chính điện, có bàn thờ Thần Nông và Thần Hổ.
Đông lang kích thước hẹp, sử dụng như nhà kho. Tây lang rộng hơn, bố trí 2 bàn thờ Tiền hiền và Hậu hiền, là những người có công lập làng và phát triển làng xã. 
Lễ Kỳ yên được tổ chức hàng năm vào ngày 16 tháng 2 âm lịch (là ngày vua Tự Đức sắc phong cho đình), nhằm cầu cho "quốc thái dân an".

## Giá trị
Đình Chí Hòa còn ghi lại nhiều sự kiện văn hóa lịch sử của đất Gia Định xưa, như: 
- Trong khoảng thời gian 1785-1792, nhà giáo Võ Trường Toản đã mở trường dạy học trong khuôn viên đình. Từ lớp học này đã xuất hiện nhiều nhân vật nổi tiếng trong lịch sử như: Ngô Tùng Châu, Trịnh Hoài Đức, Lê Quang Định, Ngô Nhân Tịnh, v.v...
- Năm 1915 - 1917, phong trào Thiên Địa Hội do Phan Xích Long lãnh đạo chống lại thực dân Pháp đã chọn đình Chí Hòa làm nơi luyện tập võ nghệ bí mật của phong trào.
- Năm 1945, phong trào Thanh niên Tiền phong nổi lên rầm rộ khắp nơi, đình Chí Hòa lại trở nên sôi động. Ngày 25 tháng 8 năm 1945, từ tại đình, các thanh niên trong phong trào ấy đã dùng giáo mác, gậy gộc... xông ra đường chặn đánh quân Pháp. Trong đình, dưới bệ sân khấu (võ ca) có hầm bí mật được lực lượng Thanh niên Tiền phong sử dụng trong một thời gian ấy [2].

Ngoài giá trị lịch sử vừa kể, các hiện vật trong đình cũng rất đáng được chú ý, đó là các bộ liễn chữ Hán khảm xà cừ và các đồ tế tự (như bộ bát bửu, chiêng, trống, bộ tàn lọng,...) đã có cách nay nhiều năm. Trước đây, trong đình có một bộ liễn xưa do các học trò của cụ Võ Trường Toản làm để tặng thầy, bên trên có khảm hai câu như sau:
Sanh tiền giáo dưỡng đắc nhân vô tử như hữu tử
Một hậu lưu danh tại thế, tuy vong giã bất vong.
Tạm dịch:
Lúc sống, dạy dỗ được người, dầu không con cũng như có con.
Khi qua đời, tuy đã mất nhưng tiếng tăm vẫn còn tại thế.
Tiếc rằng, vì thời gian và vì bảo quản kém, nên bộ liễn đã bị gãy mục năm 1980 .

## Một vài hình ảnh

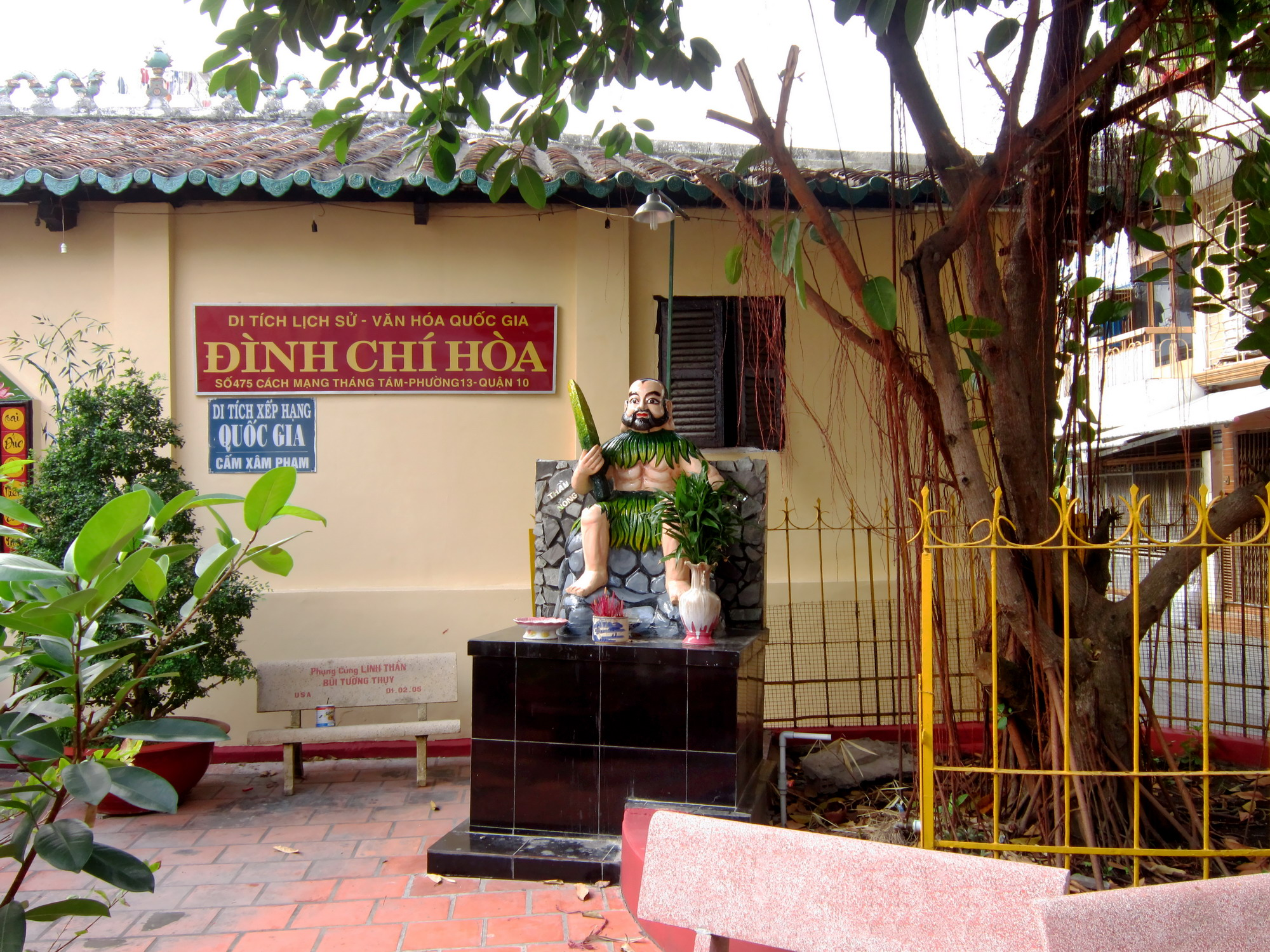
Bàn thờ Thần Nông ở đình Chí Hòa.
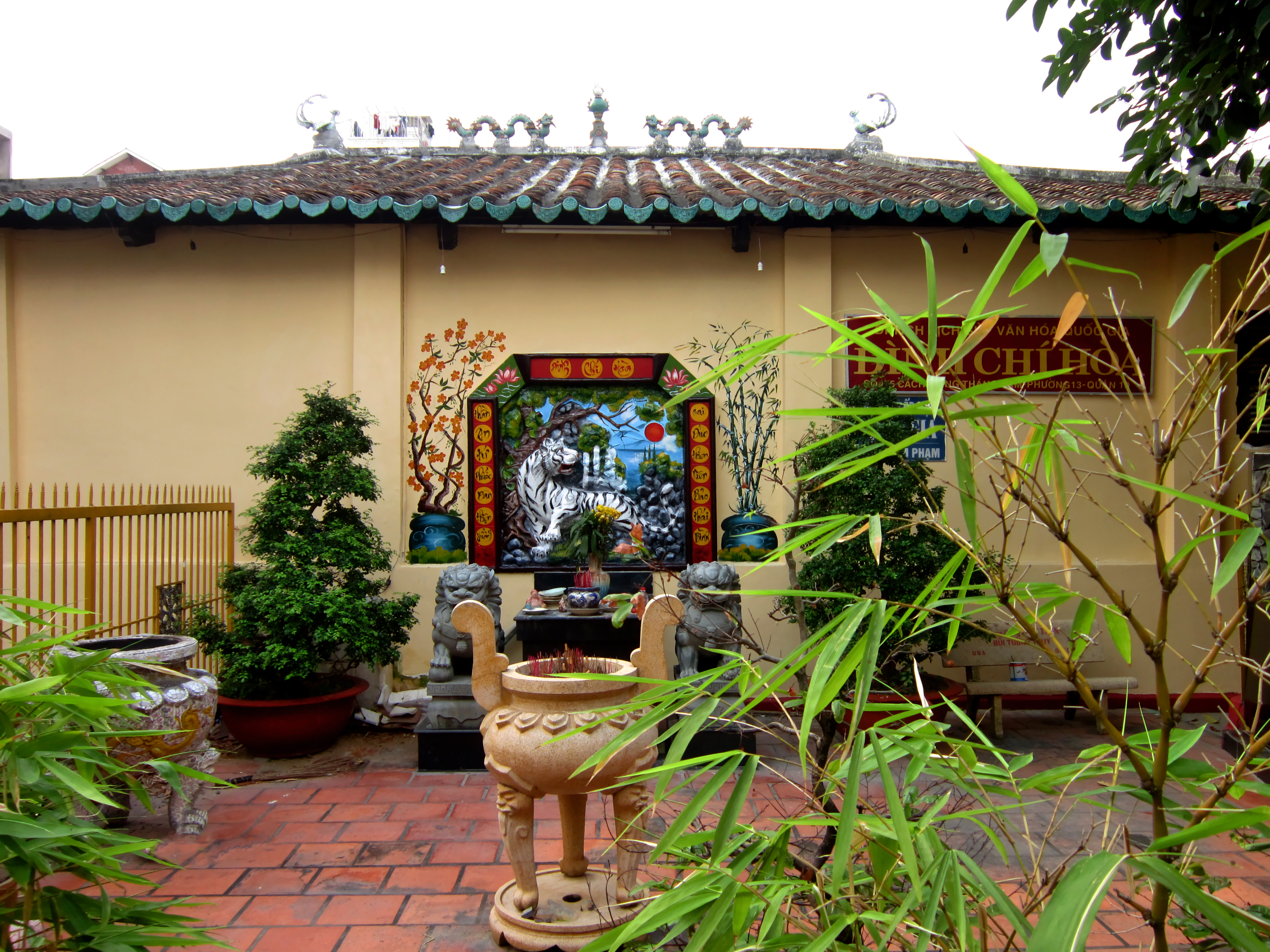
Bàn thờ Thần Hổ ở đình Chí Hòa.
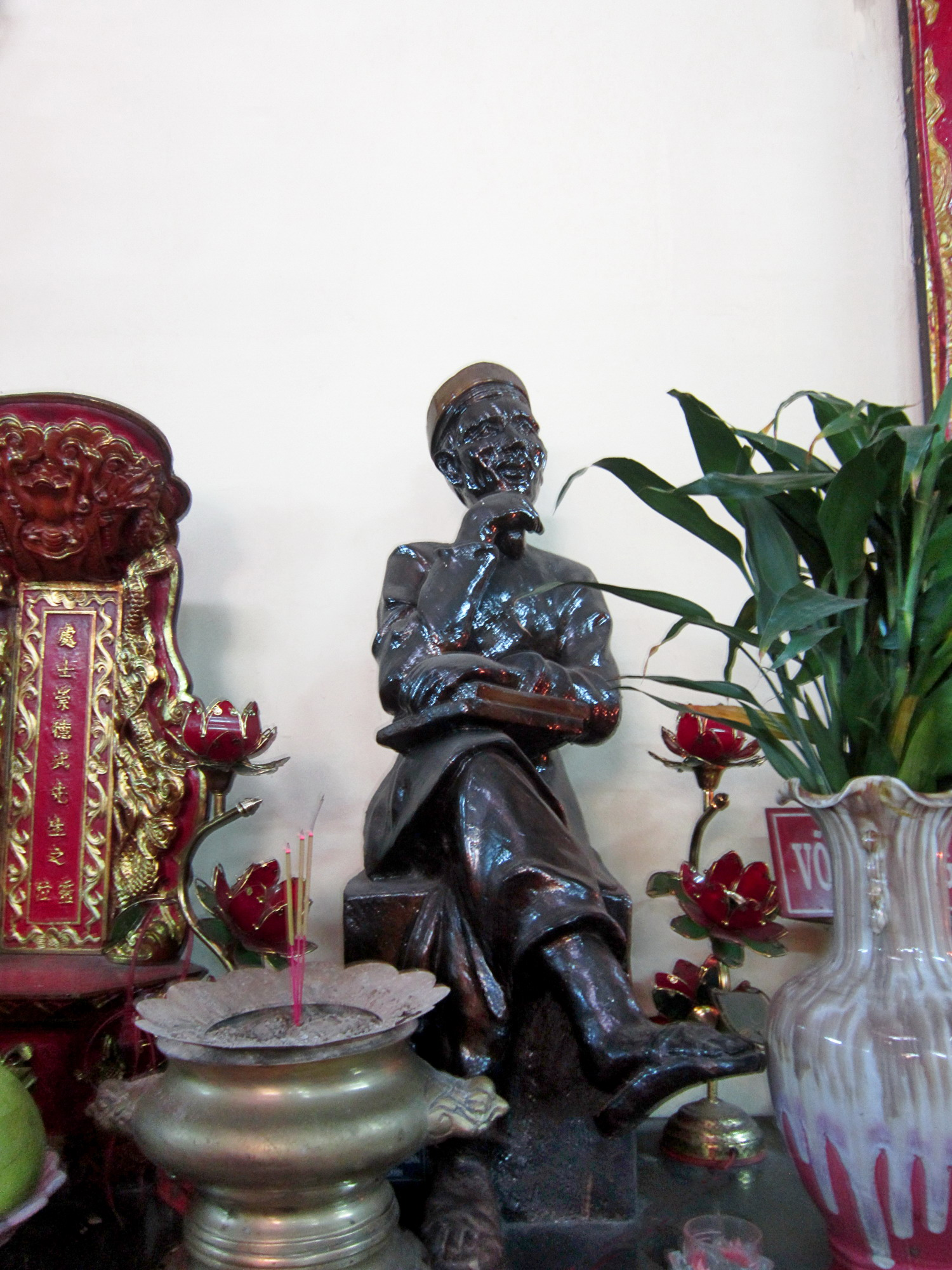
Tượng nhà giáo Võ Trường Toản ở trong đình.